# 신미성
신미성(1978년 4월 14일 ~ )은 대한민국의 여자 컬링 선수이다. 2014년 동계 올림픽에 출전하였다. 2014년 세계 선수권 이후 은퇴하였다.

## 출신 학교
- 성신여자대학교